# Zabawa (Wieliczka)
Pour les articles homonymes, voir Zabawa.
Zabawa est une localité polonaise de la gmina et du powiat de Wieliczka en voïvodie de Petite-Pologne.